# ریچارد بادر
ریچارد بادر (به انگلیسی: Richárd Bodor) (زادهٔ ۱۰ مهٔ ۱۹۷۹) شناگر اهل مجارستان است.